# Neena Gupta
Neena Gupta (1984) é uma matemática indiana, professora da Unidade de Estatística e Matemática do Indian Statistical Institute (ISI), Calcutá. Seus principais campos de interesse são álgebra comutativa e geometria algébrica afim. Neena Gupta foi anteriormente cientista visitante no ISI e pesquisadora visitante no Tata Institute of Fundamental Research (TIFR). Ganhou o Shanti Swarup Bhatnagar Prize for Science and Technology 2019 na categoria de ciências matemáticas, a mais alta honraria da Índia no campo da ciência e tecnologia.

## Prêmios e honrarias
Neena Gupta recebeu o prêmio Jovem Cientista da Academia Nacional de Ciências da Índia em 2014 pela solução que propôs para o Problema de Cancelamento de Zariski em característica positiva. Seu trabalho na conjectura também lhe rendeu a Medalha Saraswathi Cowsik em 2013, concedida pela TIFR Alumni Association.
Para o Congresso Internacional de Matemáticos de 2022 em São Petersburgo está listado como palestrante convidado.